# 渡瀘之戰
渡瀘之戰是貞元十七年(公元801年)唐朝與南詔進攻吐蕃所在的劍南據點維州的一場戰役。這也是唐朝和吐蕃最後一場大型战役。

## 背景
唐朝和吐蕃這三百年來戰事不斷，雙方基本上處於戰略均勢，雖然在總章三年(公元670年)大非川之戰後唐朝發現吐蕃已然成為大患，但並未改變二者之間的戰略格局，就算是安史之亂後唐朝對吐蕃也無示弱之意，雖然貞元早期，吐蕃依舊有能力主動進攻，甚至在貞元三年（公元787年)兩國會盟時發動了“平涼劫盟”的詭計，但唐朝已經逐步將防線向外推，開始主動攻擊吐蕃。而維州（今四川理縣）歷來都是劍南防禦的重點，在廣德元年（公元763年）被吐蕃攻陷，改稱“無憂城”之前唐蕃兩國在劍南的戰爭，基本都是吐蕃主攻唐朝防禦，而這次唐軍卻主動出擊，表明唐軍的軍事實力恢復到已能和吐蕃軍隊分庭抗禮。

## 战斗
貞元十七年(公元801年)八月，劍南西川節度使韋皋整頓軍馬，遣唐軍步騎兵兩萬人，兵分九路齊頭並進，向吐蕃所屬維、保(理縣北孟屯河中下游)、松州(四川松潘)、棲雞、老翁城等地發起進攻。多路並進的唐軍，在劍南崇山峻嶺間與吐蕃展開連番血戰。戰事從八月一直持續到十二月，其中雙方主力在雅州（四川雅安市）城外的決戰，以吐蕃慘敗告終。隨後，唐軍繼續向西南推進連克吐蕃多座城堡。另一支唐軍則在南詔軍隊的配合下，強渡瀘水（大渡河）繞至吐蕃軍隊後方，決堤水淹吐蕃、阿拉伯軍營。吐蕃、阿拉伯軍隊大潰，被唐軍合圍在鹿危山的山谷之中全軍覆滅。此戰因其在瀘水之南，也稱“渡瀘之戰”。而唐軍至今“累破十六萬眾，拔其七城、五軍鎮，受降三千餘戶，生擒六千餘人，斬首一萬餘級”。唐軍兵圍維州後，吐蕃領袖赤祖德贊命內大相論莽熱領兵十萬名軍隊自鹽（陝西定邊縣）、夏（陝西靖邊縣）二州千里來援，韋皋以逸待勞據險設伏以待之，結果再次大敗吐蕃，生擒論莽熱。而論莽熱也成了唐蕃戰爭史上，官位最高的吐蕃俘虜。

## 結果
渡瀘之戰後，唐蕃兩國都已無心戀戰，之後兩國的戰爭，基本上都是小規模衝突。到長慶元年（公元821年）4月，唐蕃兩國再度達成協議，分別在長安、拉薩和邊境線三地祭天盟誓，立碑為證，史稱「長慶會盟」。它也成了唐蕃和平修睦歲月的最後見證，之後二十多年裡，唐蕃邊境基本保持了平靜，直到會昌二年（公元842年）吐蕃滅亡。

## 影響
在瀘水戰後唐軍驚訝地發現，吐蕃俘虜中居然有阿拉伯帝国阿拔斯王朝的的士兵。這是自天寶十年(公元751年)高仙芝和阿拉伯帝国阿拔斯王朝的怛羅斯戰役後，時隔五十年，再遇到來自阿拉伯的士兵。由此也可見，吐蕃兵員的缺乏程度到必須找阿拉伯奴隸兵來防禦自己的國土。